# اچ‌ام‌اس جولین (اف۶۱)
اچ‌ام‌اس جولین (اف۶۱) (به انگلیسی: HMS Javelin (F61)) یک کشتی جنگی بود. این کشتی در سال ۱۹۳۸ ساخته شد و متعلق نیروی دریایی انگلیس بود